# Fuselaje

Algunos tipos de fuselajes:
1: Para vuelo subsónico. 2: Para vuelo supersónico de alta velocidad. 3: Para vuelo subsónico con fuselaje en góndola. 4: Para vuelo supersónico de gran maniobrabilidad. 5: Para hidroavión. 6: Para vuelo hipersónico.

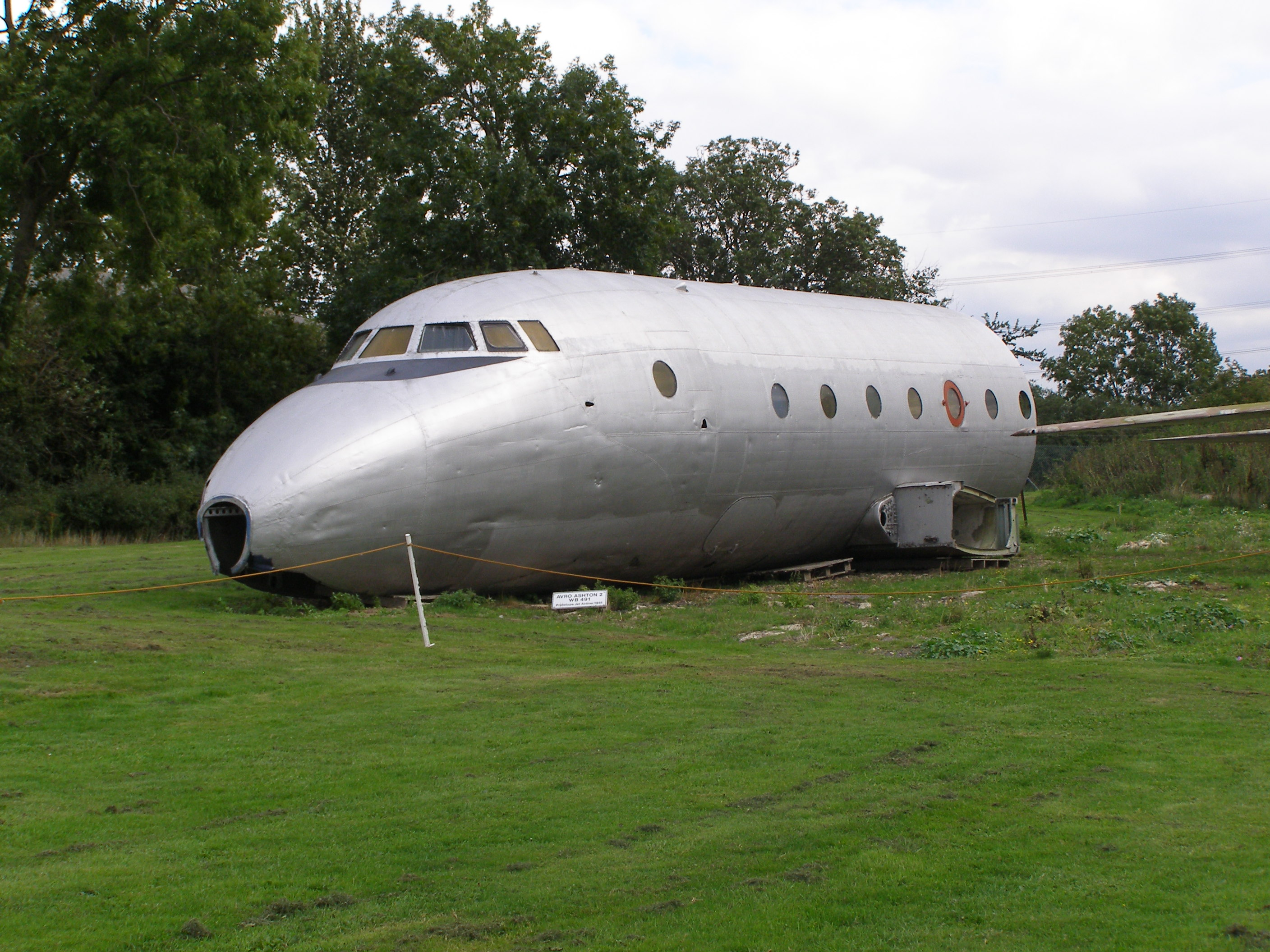
Fuselaje de un avión en desguace.

El fuselaje es uno de los elementos estructurales principales de un avión; en su interior se sitúan la cabina de mando, la cabina de pasajeros y las bodegas de carga, además de diversos sistemas y equipos que sirven para dirigir el avión. También sirve como estructura central a la cual se acoplan las demás partes del avión, como las alas, el grupo motopropulsor o el tren de aterrizaje.
Su forma obedece a una solución de compromiso entre una geometría suave con poca resistencia aerodinámica y ciertas necesidades de volumen o capacidad para poder cumplir con sus objetivos. En un avión comercial, gran parte del volumen está dedicado a la cabina de pasajeros, cuya disposición depende de diversos factores como la duración del vuelo, los servicios a bordo, los accesos al avión, las salidas de emergencia, tripulación auxiliar, etc.
La mercancía o carga se suele transportar en las bodegas de los aviones de transporte de personas, situadas debajo de la cabina de pasajeros y en la cola del avión; en aviones exclusivamente cargueros, que pueden haber sido construidos expresamente para este fin o ser aviones de pasajeros dados de baja y adaptados para el transporte de cargas. También existen versiones combi en la que parte de la cabina de pasajeros se separa mediante un mamparo y se dedica al transporte de carga. Además existen aviones con cabina en diáfano que permiten un buen transporte y manejo de la carga, además de ser fácilmente adaptable a cualquier otro tipo de misiones.
Algunos aviones poseen rampas de acceso o aperturas por el morro o por la parte posterior para la carga y descarga de mercancías voluminosas, por ejemplo, el Airbus Beluga.
El fuselaje debe disponer de un número determinado de salidas de forma que se cumplan las normativas internacionales de evacuación ante una emergencia. Esto incluye la instalación en algunos aviones de rampas, toboganes hinchables, etc. Además, el fuselaje debe disponer de una serie de registros y accesos que permitan la inspección y revisión del avión además de los servicios de abastecimiento en tierra.